# Barca (Libia)
Barca (Greco antico: Βάρκη) è un'antica città della Libia corrispondente all'odierna al-Marj, nella regione della Cirenaica.

## Storia

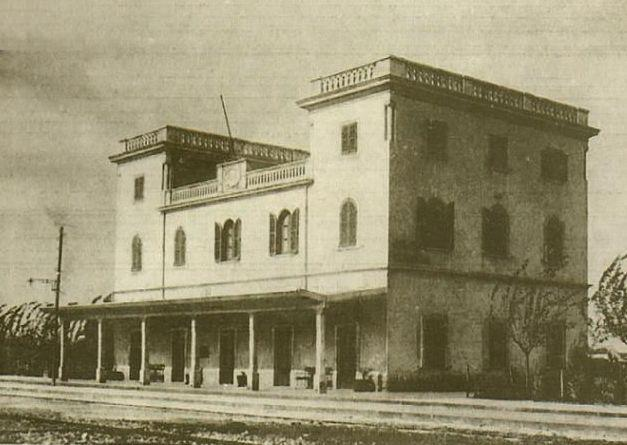
La stazione ferroviaria negli anni Trenta, all'epoca dell'occupazione italiana della Libia

Barca (in arabo برقـة‎?, Barqa, traslitterata a volte Barka o Barga), ribattezzata, durante il periodo del colonialismo italiano, Barce, era una cittadina della regione nordafricana, attualmente nella Libia orientale, nota come Cirenaica.
Barca fu un'antica sede episcopale della provincia romana della Libia Pentapolitana (Cirenaica).
Divenne centro provinciale in epoca califfale nel 644, mantenendo il nome latino di Barca, e in seguito divenne distretto amministrativo (wilāya) o provincia (muḥāfaẓa) in epoca ottomana.
Fu conquistata ai turchi dall'Italia nel 1911. Situata sull'altopiano cirenaico, detto Gebel Acdar (Jabal Akhḍar) o "Montagna Verde", cioè la zona più favorita dal punto di vista delle piogge, 
Barca fu il maggior centro di colonizzazione della Cirenaica.
Nel 1930 vi operava la 26ª Squadriglia della Regia Aeronautica.
Distrutta dal disastroso terremoto del 1963, venne ricostruita a breve distanza assumendo il nome di al-Marj (o el-Merj, o el-Merg).